# Biofilia
A hipótese da biofilia sugere que os humanos possuem uma tendência inata de buscar conexões com a natureza e outras formas de vida. Edward O. Wilson introduziu e popularizou a hipótese em seu livro, Biophilia (1984). Ele define a biofilia como "o desejo de se afiliar a outras formas de vida".

## Afinidade natural para sistemas vivos
"Biofilia" é uma afinidade inata de vida ou sistemas vivos. O termo foi usado pela primeira vez por Erich Fromm para descrever uma orientação psicológica de ser atraído por tudo o que é vivo e vital. Wilson usa o termo em um sentido relacionado quando sugere que a biofilia descreve "as conexões que os seres humanos buscam subconscientemente com o resto da vida". Ele propôs a possibilidade de que as profundas afiliações que os humanos têm com outras formas de vida e com a natureza como um todo estejam enraizadas em nossa biologia. Afiliações positivas e negativas (incluindo fóbicas) em relação a objetos naturais (espécies, fenômenos) em comparação com objetos artificiais são evidências de biofilia.
Embora nomeado por Fromm, o conceito de biofilia foi proposto e definido muitas vezes. Aristóteles foi um dos muitos a apresentar um conceito que poderia ser resumido como "amor à vida". Mergulhando no termo philia, ou amizade, Aristóteles evoca a ideia de reciprocidade e de como as amizades são benéficas para ambas as partes em mais de um sentido, mas principalmente no sentido da felicidade.
No livro Children and Nature: Psychological, Sociocultural, and Evolutionary Investigations editado por Peter Kahn e Stephen Kellert, a importância dos animais, especialmente aqueles com os quais uma criança pode desenvolver um relacionamento estimulante, é enfatizada particularmente para a primeira e a segunda infância. O capítulo 7 do mesmo livro relata a ajuda que os animais podem fornecer às crianças com distúrbios do espectro autista.